# Andrzej Rybacki

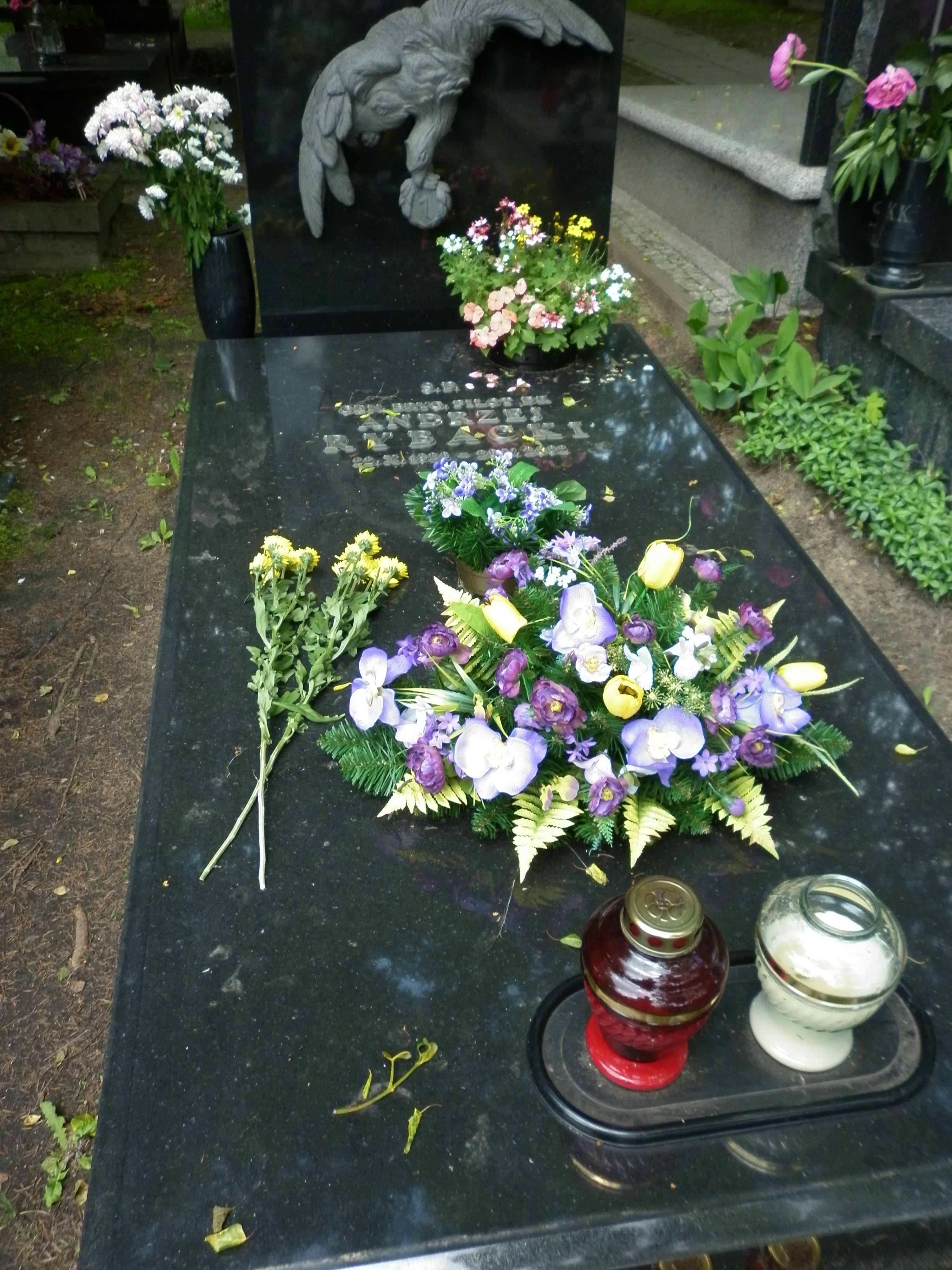
Grób Andrzeja Rybackiego na Powązkach-Cmentarzu Wojskowym w Warszawie

Andrzej Rybacki ps. „Błysk” (ur. 22 października 1926 w Domaniewicach, zm. 26 maja 2002 w Warszawie) – generał brygady pilot WP, dowódca 2 Korpusu Obrony Powietrznej Kraju (1968-1971), zastępca dowódcy Wojsk Obrony Powietrznej Kraju (1971-1984), komendant Wydziału Wojsk Lotniczych i OPK w Akademii Sztabu Generalnego WP (1984-1990)

## Życiorys
Do ataku Niemiec na Polskę we wrześniu 1939 skończył 6 klas szkoły podstawowej w Czyżewie, a do 1944 4 klasy szkoły handlowej w Otwocku. We wrześniu 1942 wstąpił do AK pod ps. „Błysk”, w czerwcu 1944 skończył podchorążówkę w Otwocku i został plutonowym podchorążym. 1 września 1944 wstąpił do ludowego Wojska Polskiego w Garwolinie, po czym został dowódcą plutonu w 9 zapasowym pułku piechoty w Lublinie-Majdanku. Od 6 listopada 1944 dowódca plutonu w „dywizjonie lotniczym” tego pułku, 1944–1945 elew Wojskowej Szkoły Lotniczej WP w Zamościu, a 1945–1946 Wojskowej Szkoły Pilotów w Dęblinie. Od wiosny 1947 podporucznik pilot 1 pułku lotnictwa myśliwskiego „Warszawa” w Modlinie, od lutego 1948 starszy pilot, od maja 1949 dowódca klucza w stopniu porucznika, od 25 listopada 1950 pomocnik dowódcy eskadry ds. pilotażu w stopniu kapitana, a od lata 1951 – majora. Od 1 czerwca 1951 dowódca 2 eskadry 2 pułku lotnictwa myśliwskiego w Krakowie-Babicach, od grudnia 1951 pomocnik dowódcy pułku, od lutego 1953 inspektor techniki pilotażu 7 Dywizji Lotnictwa Myśliwskiego w Krakowie. 1953–1956 dowódca 2 pułku lotnictwa myśliwskiego w Krakowie, od lipca 1955 w stopniu podpułkownika. Następnie pomocnik dowódcy ds. pilotażu, a od marca 1957 dowódca 6 Dywizji Lotnictwa Myśliwskiego we Wrocławiu. Od października 1957 zastępca dowódcy 3 Korpusu Obrony Przeciwlotniczej Obszaru Kraju do spraw lotnictwa myśliwskiego (dowódca lotnictwa myśliwskiego tego korpusu). Od czerwca 1959 kierował oddziałem szkolenia personelu latającego w Zarządzie Szkolenia Lotnictwa w Dowództwie Wojsk Lotniczych i OPL w Warszawie. Uczestniczył w formowaniu nowo utworzonego Dowództwa Wojsk Obrony Przeciwlotniczej Obszaru Kraju, gdzie od sierpnia 1958 był zastępcą dowódcy tych wojsk – szefem lotnictwa myśliwskiego OPL. W latach 1962–1966 studiował w Akademii Sztabu Generalnego WP, po czym został zastępcą dowódcy 1 Korpusu Obrony Powietrznej Kraju ds. liniowych w Warszawie. Od stycznia 1968 do listopada 1971 dowódca 2 Korpusu Obrony Powietrznej Kraju w Bydgoszczy. 9 października 1968 mianowany generałem brygady; nominację wręczył mu w Belwederze przewodniczący Rady Państwa PRL marszałek Polski Marian Spychalski. Od listopada 1971 do lipca 1972 zastępca dowódcy Wojsk Obrony Powietrznej Kraju ds. szkolenia, a w latach 1972–1984 do spraw liniowych. Jako zastępca dowódcy tego rodzaju sił zbrojnych był organizatorem corocznych zawodów użyteczno-bojowych Wojsk OPK oraz strzelań bojowych lotnictwa myśliwskiego i wojsk rakietowych na poligonach specjalnych w ZSRR. W 1974 ukończył Kurs Operacyjno-Strategiczny dla kierowniczej kadry Sił Zbrojnych w Wojskowej Akademii Sztabu Generalnego Sił Zbrojnych ZSRR im. Klimenta J. Woroszyłowa. Od grudnia 1984 do września 1990 komendant Wydziału Wojsk Lotniczych i OPK w Akademii Sztabu Generalnego WP w Warszawie. Był także przewodniczącym Rady Naukowej tego Wydziału oraz członkiem Rady Naukowej ASG. W czerwcu 1989 uchwałą Rady Wydziału Wojsk Lotniczych i Obrony Powietrznej Kraju ASG WP uzyskał stopień doktora nauk wojskowych, po obronie rozprawy pod tytułem „Lotnictwo myśliwskie we współczesnych systemach obrony powietrznej”. Promotorem pracy był gen. dyw. prof. dr hab. Władysław Mróz. Od listopada 1990 w stanie spoczynku, pożegnany uprzednio przez ministra obrony narodowej gen. armii Floriana Siwickiego i szefa Sztabu Generalnego WP gen. broni Józefa Użyckiego.
Podczas służby w lotnictwie wykonał 6200 lotów w czasie 2509 godzin, z tego 1279 lotów w czasie 953 godzin na samolotach tłokowych i 4921 lotów w czasie 1556 godzin na samolotach odrzutowych. W 1950 był jednym z pierwszych dwóch polskich pilotów myśliwskich przeszkolonych na samolotach odrzutowych Jak-17 na lotnisku w Brzegu. Był uczestnikiem wielu defilad lotniczych, m.in. w 1947 w Warszawie na Polu Mokotowskim na samolocie Jak-9, w 1951 nad placem Bankowym w Warszawie na samolocie Jak-23, w 1952 w pokazie pilotażu grupowego na samolotach Jak-23 nad lotniskiem Okęcie, w 1957 w Warszawie był prowadzącym grupy 75 samolotów myśliwskich.
Działacz organizacji społecznych i kombatanckich. 1972–1995 wiceprezes klubu CWKS „Legia”, członek Prezydium Stołecznej Federacji Sportu. Od 1994 prezes Warszawskiego Oddziału Seniorów Lotnictwa Wojskowego RP.
Pochowany na cmentarzu Powązki Wojskowe w Warszawie (kwatera EII-6-2).

## Awanse
W trakcie wieloletniej służby w ludowym Wojsku Polskim otrzymywał awanse na kolejne stopnie wojskowe:
- podporucznik – 1946
- porucznik – 1948
- kapitan – 1950
- major – 1951
- podpułkownik – 1955
- pułkownik – 1961
- generał brygady – 1968

## Życie prywatne
Syn Jerzego, kolejarza i Stanisławy z domu Bekiesz. Mieszkał w Warszawie. Żonaty z Krystyną z domu Bąk (1927-2016). Małżeństwo miało troje dzieci.

## Odznaczenia i wyróżnienia
- Krzyż Komandorski Orderu Odrodzenia Polski (1982)
- Krzyż Oficerski Orderu Odrodzenia Polski (1972)
- Krzyż Kawalerski Orderu Odrodzenia Polski (1967)
- Złoty Krzyż Zasługi (1957)
- Srebrny Krzyż Zasługi (1952)
- Krzyż Armii Krajowej (1994)
- Złoty Medal Za zasługi dla Wojsk OPK (1985)
- Złoty Medal „Siły Zbrojne w Służbie Ojczyzny”
- Srebrny Medal „Siły Zbrojne w Służbie Ojczyzny”
- Brązowy Medal „Siły Zbrojne w Służbie Ojczyzny”
- Złoty Medal Za zasługi dla obronności kraju
- Srebrny Medal Za zasługi dla obronności kraju
- Brązowy Medal Za zasługi dla obronności kraju
- Tytuł i odznaka „Zasłużony Pilot Wojskowy PRL” (1979)
- Honorowy Medal „Za Zasługi dla Akademii Sztabu Generalnego WP” (1990)
- Złota Odznaka „Zasłużony Działacz Kultury Fizycznej” (1975)
- Złota odznaka honorowa „Za Zasługi dla Warszawy” (1978)[4]
- Diamentowa Odznaka Honorowa CWKS „Legia” Warszawa (1991)
- inne odznaczenia